# L'emperador Taizong rebent l'emissari tibetà
L'emperador Taizong rebent a l'emissari tibetà (també anomenat 步辇图, Bùniǎn Tu), és una pintura feta sobre seda realitzada per Yan Liben pintor i alt funcionari de la cort imperial xinesa, per mostrar la trobada amistosa entre la dinastia Tang i el regne de Tibet. La pintura mesura 129 centímetres de llarg per 38.5 centímetres d'ample. L'obra està guardada al  Museu del Palau de la Ciutat Prohibida, a Pequín (República Popular de la Xina).
Com és el cas d'altres pintures xineses primerenques, el rotllo conservat a Pequín no deixa de ser, probablement, una còpia fidel i posterior de l'original de Yan Liben, potser de temps de la dinastia Song; no obstant això, és segur que els segells dels col·leccionistes imperials i comentaris afegits mostren que va ser una pintura molt valorada des de, almenys, el principi del segle xiv.

## Context
Al segle vii, el regne de Tibet va començar a enfortir-se. L'any 634, Songtsen Gampo va enviar un emissari a Chang'an, la capital de la dinastia Tang, per proposar un matrimoni. Emperador Taizong de Tang va acceptar la proposta i decidit donar-li en matrimoni a la seva filla, la Princesa Wencheng. Al 641, Gar Tongtsen Yülsung (祿東贊), el Primer ministre de Songtsän Gampo, va anar a Chang'an per acompanyar a la princesa de tornada al Tibet. La princesa va portar  moltes llavors vegetals, te, llibres i artesania que van tenir un paper molt important en el posterior desenvolupament cultural i econòmic de la cultura tibetana.

## Personatges en la pintura
El pintor Yan Liben, autor de l'obra, representa als personatges en l'escena: l'emperador assegut en una cadira de mans envoltat per les seves criades, que porten ventalls i un dosel. L'emperador mira compost i tranquil. A l'esquerra, una persona vestida de vermell és un oficial de la cort real, l'emissari està a part, amb el semblant seriós i intimidat. L'última persona és un intèrpret.